# Risudden
Risudden (finska: Vitsaniemi, meänkieli: Vittaniemi) är en by söder om Päkkilä (Bäckesta) vid Torne älv i Hietaniemi distrikt (Hietaniemi socken) i södra Övertorneå kommun. Statistiska centralbyrån klassade Risudden som en småort (benämnd Vitsaniemi) vid avgränsningen 1995. Efter det understeg befolkningen 50 personer och området räknades därför inte som småort ända fram till 2015 då orten återigen tillfälligt avgränsades som en småort. 2020 hade dock befolkningen på nytt understigit 50 personer och orten räknas därför inte längre som en småort.
Risudden är planerad plats för en diskuterad konsthall, Konsthall Tornedalen.
Den fria teatergruppen Institutet planerade att 2018/2019 etablera sig i Vitsaniemis gamla skola, efter att tidigare varit baserad i Malmö.
Vid Risudden är Torne älv så pass bred att älven mer liknar en sjö än en älv. Vid lågvatten bildas flera sandbankar ända ut till älvens mitt, fina badstränder under sommaren. Nedströms denna "sjö" blir älven stridare. Vuentoforsen finns precis söder om Risudden.

## Namnet
Vitsa och vitta är det finska respektive tornedalsfinska ordet för vidja. Niemi betyder udde. Byn fick sitt svenska namn Risudden i samband med att järnvägen Karungi-Övertorneå järnväg etablerades och stationerna fick svenska namn. Järnvägens persontrafik upphörde 1984 och spåret revs upp 1992, men järnvägsbanken finns kvar som rid- och vandringsled längs älven.

## Befolkningsutveckling

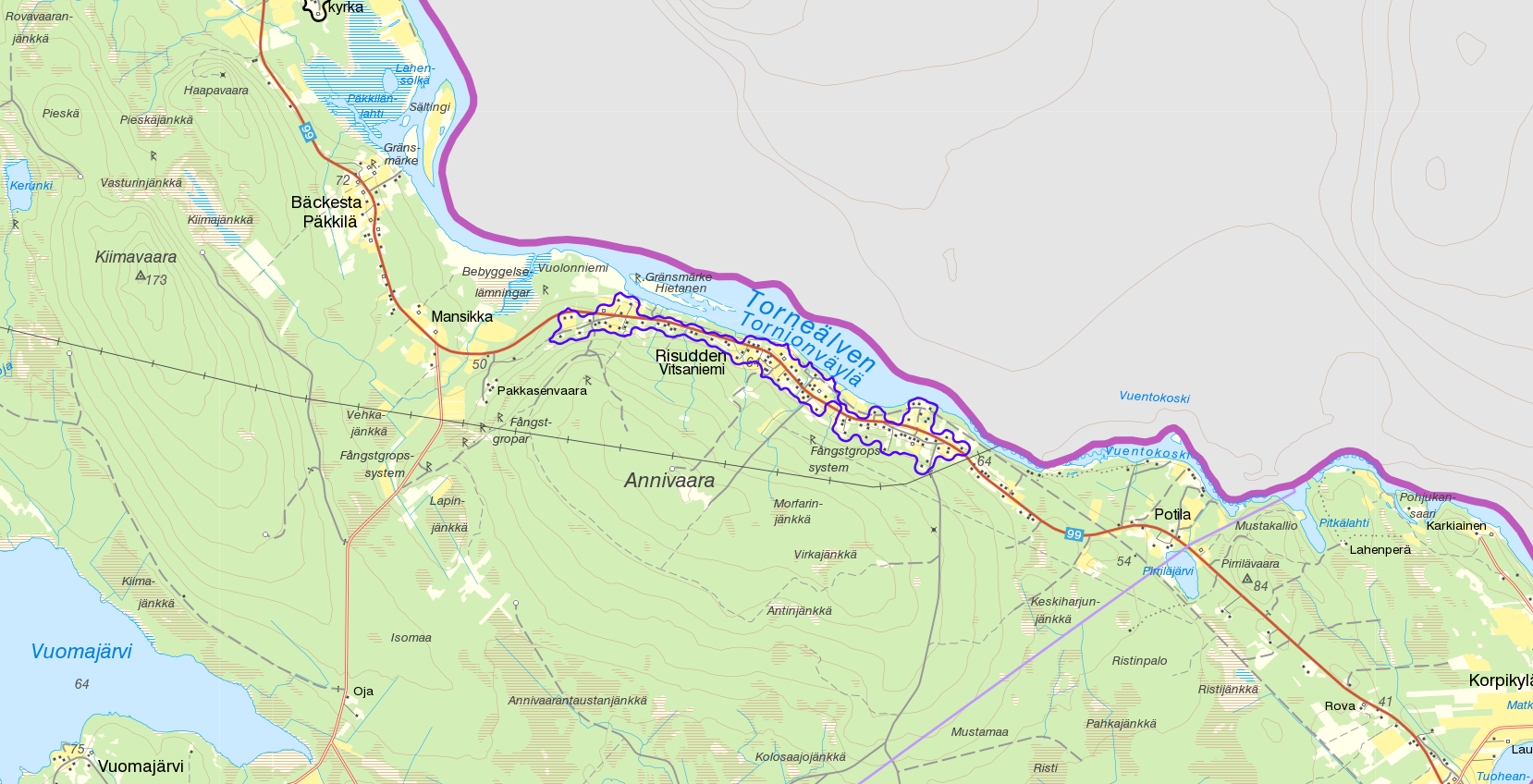
Den av Statistiska centralbyrån avgränsade småorten i Vitsaniemi, med gränserna från småortsavgränsningen 2015 i lila.

| Befolkningsutvecklingen i Risudden/Vitsaniemi 1960–2015 | Befolkningsutvecklingen i Risudden/Vitsaniemi 1960–2015 | Befolkningsutvecklingen i Risudden/Vitsaniemi 1960–2015 | Befolkningsutvecklingen i Risudden/Vitsaniemi 1960–2015 | Befolkningsutvecklingen i Risudden/Vitsaniemi 1960–2015 |
| --- | ------------------------------------------------------- | ------------------------------------------------------- | ------------------------------------------------------- | ------------------------------------------------------- |
| |                                                         |                                                         |                                                         |                                                         |
| År |                                                         |                                                         | Folkmängd                                               | Areal (ha)                                              |
| 1960 | 1960                                                    |                                                         | 239                                                     | 152                                                     |
| 1965 | 1965                                                    |                                                         | 205                                                     | 152                                                     |
| 1990 | 1990                                                    |                                                         | 42                                                      | 18##                                                    |
| 1995 | 1995                                                    |                                                         | 51                                                      | 18#                                                     |
| 2010 | 2010                                                    |                                                         | 70                                                      | 88##                                                    |
| 2015 | 2015                                                    |                                                         | 62                                                      | 88#                                                     |
| Anm.: Tätorten benämnd Risudden. Upphörde som tätort 1970. Ny småort Vitsaniemi 1995. Ej småort 2000. Åter småort 2015. # Som småort. ## Befolkningen 31 december 1990 inom det område som avgränsades som småort 1995. ## Befolkningen 31 december 2010 inom det område som avgränsades som småort 2015. |                                                         |                                                         |                                                         |                                                         |